# Boynes

Boynes este o comună în departamentul Loiret din centrul Franței. În 1 ianuarie 2022 avea o populație de 1.323 de locuitori.